# Adilson dos Anjos Oliveira
Adilson dos Anjos Oliveira (nascido em 23 de outubro de 1987), mais conhecido como Juninho, é um futebolista brasileiro que atua como volante. Atualmente está no Goiás.

## Carreira
Início
Natural de Goiânia, Goiás, Juninho iniciou sua carreira no Aparecida Esporte Clube em 2009. Em julho de 2012, após passagem pelo Rio Verde, mudou-se para o Mogi Mirim e fez parte da campanha de promoção do clube na Série D.
Athletico Paranaense
Em 28 de maio de 2013, Juninho assinou com o Athletico Paranaense, da Série A. Ele estreou pelo clube paranaense em 1º de junho, entrando como substituto do Deivid no primeiro tempo no empate em casa por 2 a 2 contra o Flamengo.
Não tendo mais oportunidades no Athletico Paranaense, Juninho foi emprestado à Ponte Preta.

### Ponte Preta
Na Ponte Preta apareceu mais nos holofotes, fazendo boas partidas pelo time Paulista e se destacando bem por suas roubadas de bola. 

### Ferroviária
Foi emprestado para Ferroviária para disputar o Campeonato Paulista 2016, junto com seu time, teve ótimas atuações.

### América Mineiro
2016
Após bom Campeonato Paulista, foi contratado pelo América Mineiro para disputar a série A do Campeonato Brasileiro de 2016. O América acabou sendo rebaixado, mas Juninho foi um dos poucos jogadores que se destacou no time, fazendo até um golaço contra o Flamengo. Teve seu contrato renovado para jogar a série B de 2017.
2017
Em 2017, conquista com o América, a série b do Campeonato Brasileiro, a segunda na história do clube, conquistando assim, o acesso para a série A de 2018.
2020
Após 4 anos no América, Juninho participou de uma grande temporada pelo América Mineiro em 2020, chegando com o clube, a uma inédita semifinal de Copa do Brasil, e pela série b, conseguindo com o clube mais uma vez o acesso para a série A do Campeonato Brasileiro, com a segunda colocação na série b de 2020. 
2021
Em 2021, Juninho seguiu fazendo história pelo América, ajudando a equipe a conquistar a inédita permanência na série A do Campeonato Brasileiro de pontos corridos, e também uma inédita e histórica classificação para a Copa Libertadores da América de 2022.
Neste mesmo ano, Juninho se torna um dos jogadores que mais atuou pelo América Mineiro.
2022
Em 2022, Juninho seguiu fazendo história pelo time mineiro, disputando com o América, a Taça Libertadores da América, pela primeira vez na história do clube. O time mineiro iniciou o torneio disputando a pré libertadores, mas conseguiu se classificar a fase de grupos após passar pelo Guarani do Paraguai, e pelo Barcelona do Equador. O time mineiro viria a ser eliminado ainda na fase de grupos.
Ainda em 2022, Juninho completa a marca de 300 jogos pelo América MG, no dia 25/06 no jogo contra o Flamengo pelo Campeonato Brasileiro. 
2023
Juninho tornou-se o novo recordista de partidas pelo Coelho. No dia 19 de agosto em partida válida pelo Brasileirão contra o Fluminense superou o goleiro Milagres que tem 372 partidas. Na partida contra o Maringá pela Copa do Brasil, em 28 de fevereiro de 2024, o volante alcançou a marca de 400 partidas pelo América.

## Títulos
América Mineiro
- Campeonato Brasileiro Série B: 2017

### Prêmios individuais
- Troféu Guará para o Melhor Volante do ano: 2019
- Seleção do Campeonato Mineiro: 2021